# Исторические районы Астрахани

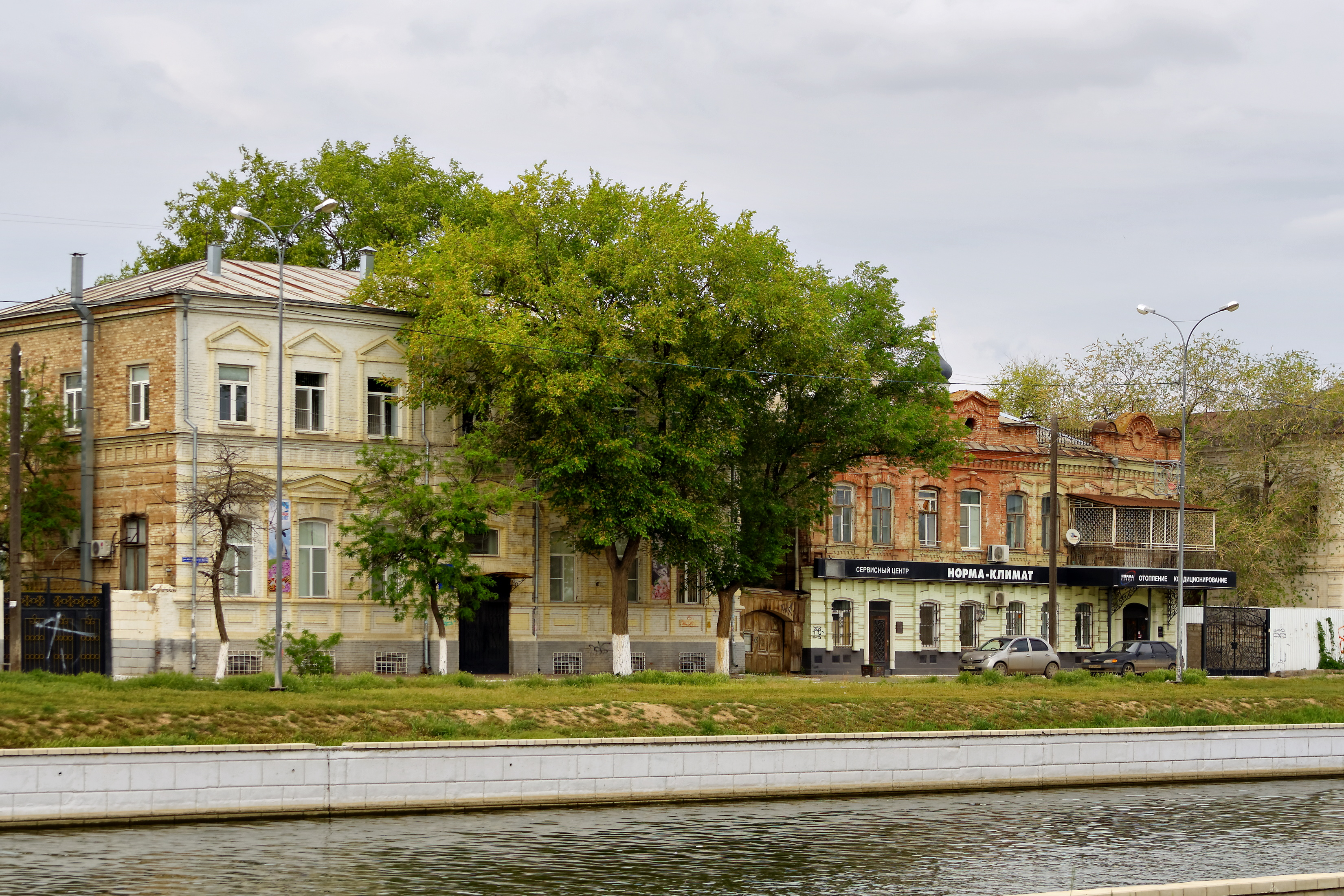
Историческая застройка набережной канала имени Варвация

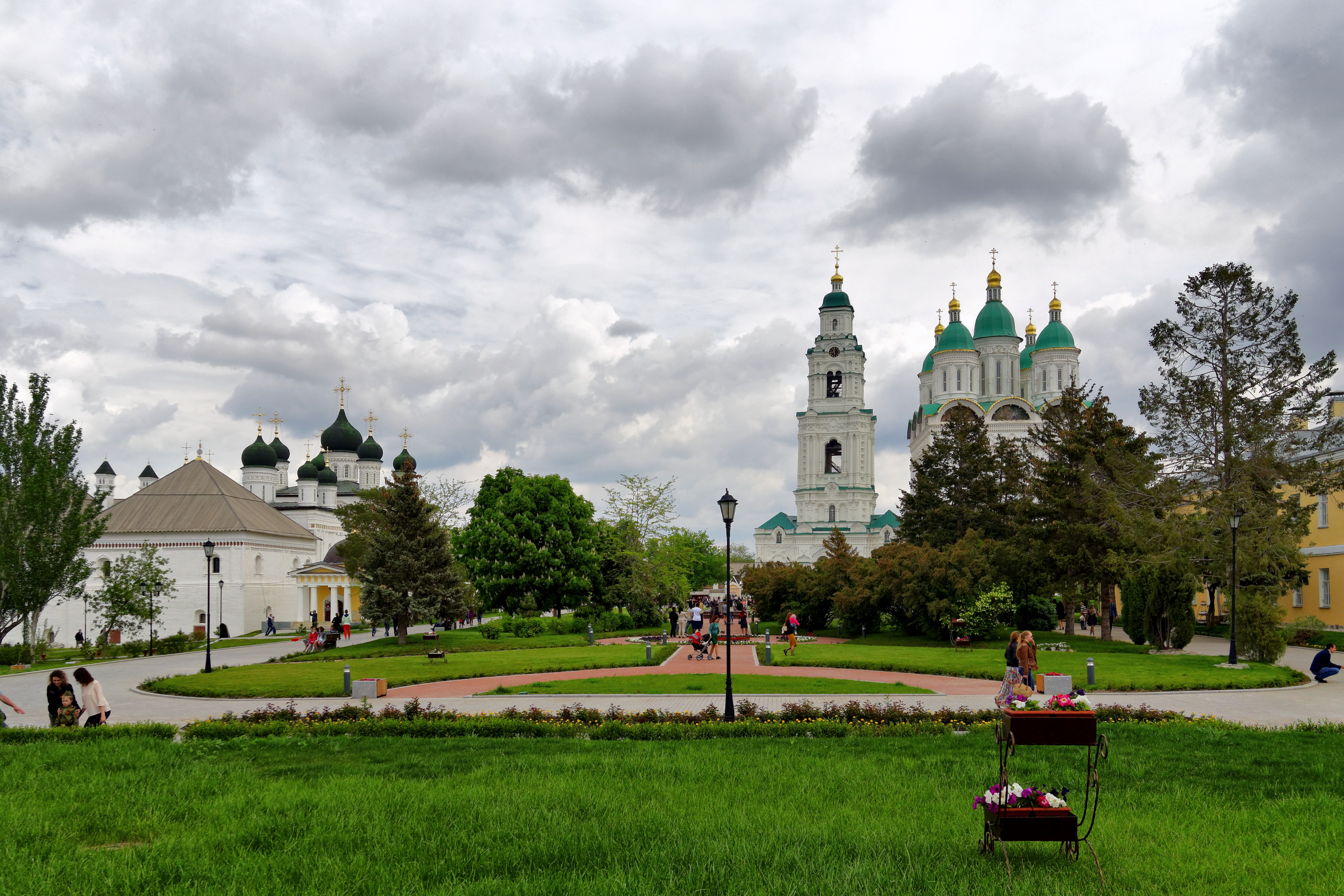
Астраханский кремль

Исторические районы Астрахани — неофициальные территориальные единицы города Астрахани, имеющие в народе собственные названия, также используемые в исторической и краеведческой литературе и путеводителях.
Как и во многих других городах, не представляется возможным подсчитать точное количество исторических районов и территорий. Ниже представлены основные кварталы центральной части Астрахани, наиболее часто упоминающиеся в научных и туристических изданиях.

## Белый город
Белый город — район, прилегающий к Астраханскому кремлю с восточной стороны. Главная улица Белого города — Советская. На этой территории сконцентрированы многие памятники городской архитектуры и административные здания. Значительную часть исторической застройки района составляют каменные дома XIX — начала XX века.

## Коса
Коса — территория, возникшая в XVIII веке к западу от кремля из-за обмеления Волги. Появление свободной земли в самом центре города побудило застройщиков того времени вложить большие средства в этот район, ставший одним из самых нарядных и фешенебельных в городе. Сейчас на Косе находится значительное количество кафе, ресторанов, баров и гостиниц, эта территория считается культурно-развлекательным центром Астрахани. Некоторые экскурсоводы включают кремль в состав этого района. Для исторической застройки Косы характерны каменные дома в архитектурном стиле модерн с внутренними дворами прямоугольной формы. Главная улица Косы — Никольская, соединяющая набережную Волги и Октябрьскую площадь у северо-западной стены кремля.

## Адмиралтейская коса
Адмиралтейская коса — небольшой исторический район, расположенный к югу от Косы. Ограничен проспектом Губернатора Анатолия Гужвина, улицей Бабёфа, набережной Приволжского Затона и переулком Щёкина. Квартал имеет статус памятника градостроительства и архитектуры.

## Большие Исады

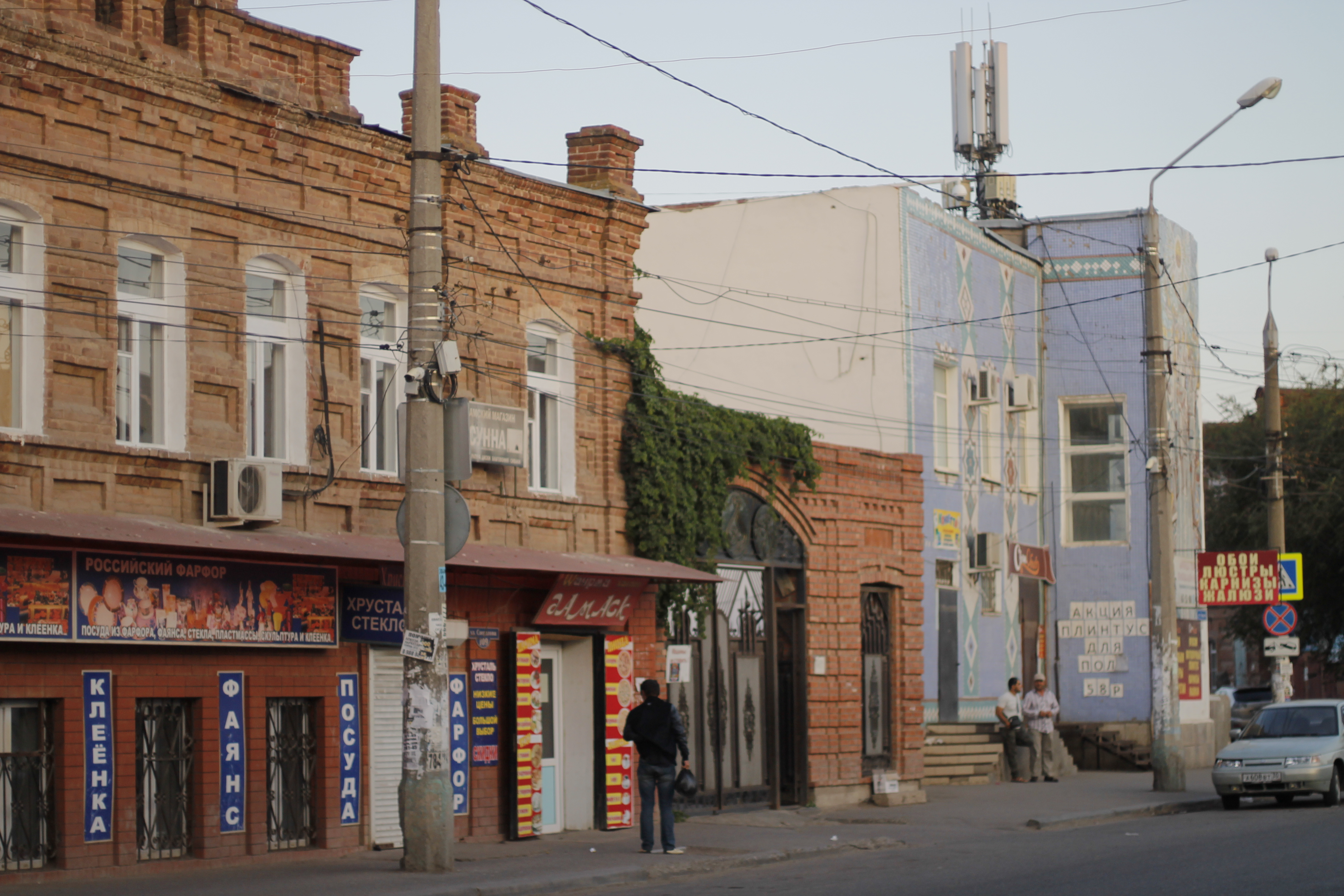
Улица Свердлова в районе Большие Исады

Большие Исады — название крупнейшего в городе рынка, автостанции и прилегающих к ним кварталов. Этот район расположен к востоку от Белого города, занимая восточную часть центрального острова. Как и названные выше территории, в административном плане входит в состав Кировского района.

## Махалля
Махалля или Татарская слобода — район, расположенный в материковой части Кировского района Астрахани. Отделён от Белого города каналом имени Варвация. В дореволюционный период здесь селились преимущественно представители тюркоязычных народов. Территория улиц Мусы Джилиля, Плещеева, Волжская, Набережной 1 Мая. Для этого района характерна деревянная застройка конца XIX — начала XX века. Здесь расположено несколько мечетей.

## Армянская слобода
Исторический район, также расположенный к югу от канала имени Варвация, ограничен его набережной, Бакинской улицей и улицами Мечникова и Дарвина. Исторически был заселён астраханскими армянами, сейчас этнический состав населения неоднороден. На территории района находится единственная в городе армянская церковь.

## Морская слобода
Территория, примыкающая своей западной стороной к Армянской слободе. Ограничена набережной канала имени Варвация, улицами Дарвина и Бакинской.

## Криуша

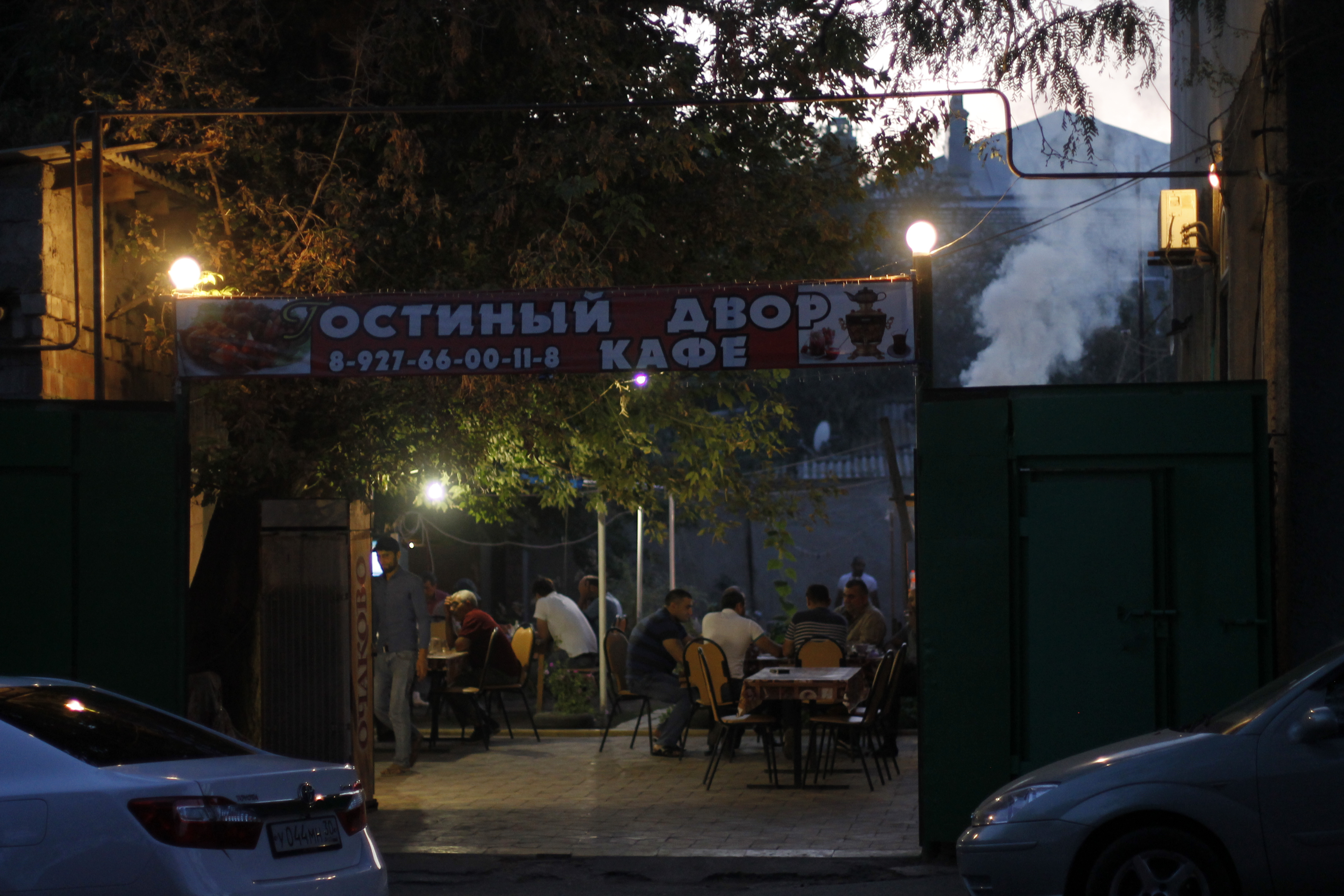
Уличное кафе в Криуше

Исторический район, находящийся в излучине не существующей ныне реки Криуши (Кривуши). Застроен частными малоэтажными домами, значительная часть которых построена до революции. Ограничен улицами Орехово-Зуевской и Крупской и берегом реки Кутум, иногда к нему также относят несколько кварталов к северу от улицы Джона Рида (частный сектор по улицам Жуковского, Лассаля, Полтавской, Черниговской и Короткому переулку). Иногда его название употребляется во множественном числе — Криуши.

## Селение
Селение — историческая слобода, расположенная в северо-западной части Кировского и юго-западной части Ленинского районов города. Историческая застройка также представлена в основном одноэтажными деревянными домами, но вблизи Волги и Кутума встречается значительное количество двух- и трёхэтажных каменных домов дореволюционной постройки, в том числе со статусом памятников архитектуры. В честь этого района взял себе творческий псевдоним писатель Юрий Селенский (настоящая фамилия — Галишников). Этот топоним содержится в названии рынка «Селенские Исады» и остановки общественного транспорта «Селена». Иногда для этого района используется название Закутумье, поскольку он отделён от Белого города рекой Кутум.